# Peter III. (Aragón)

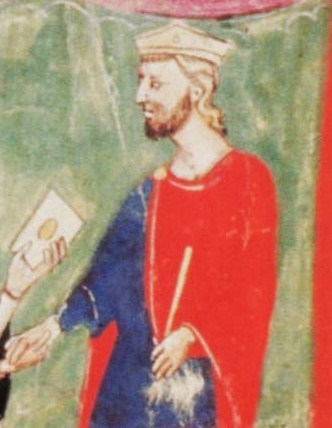
Peter III.

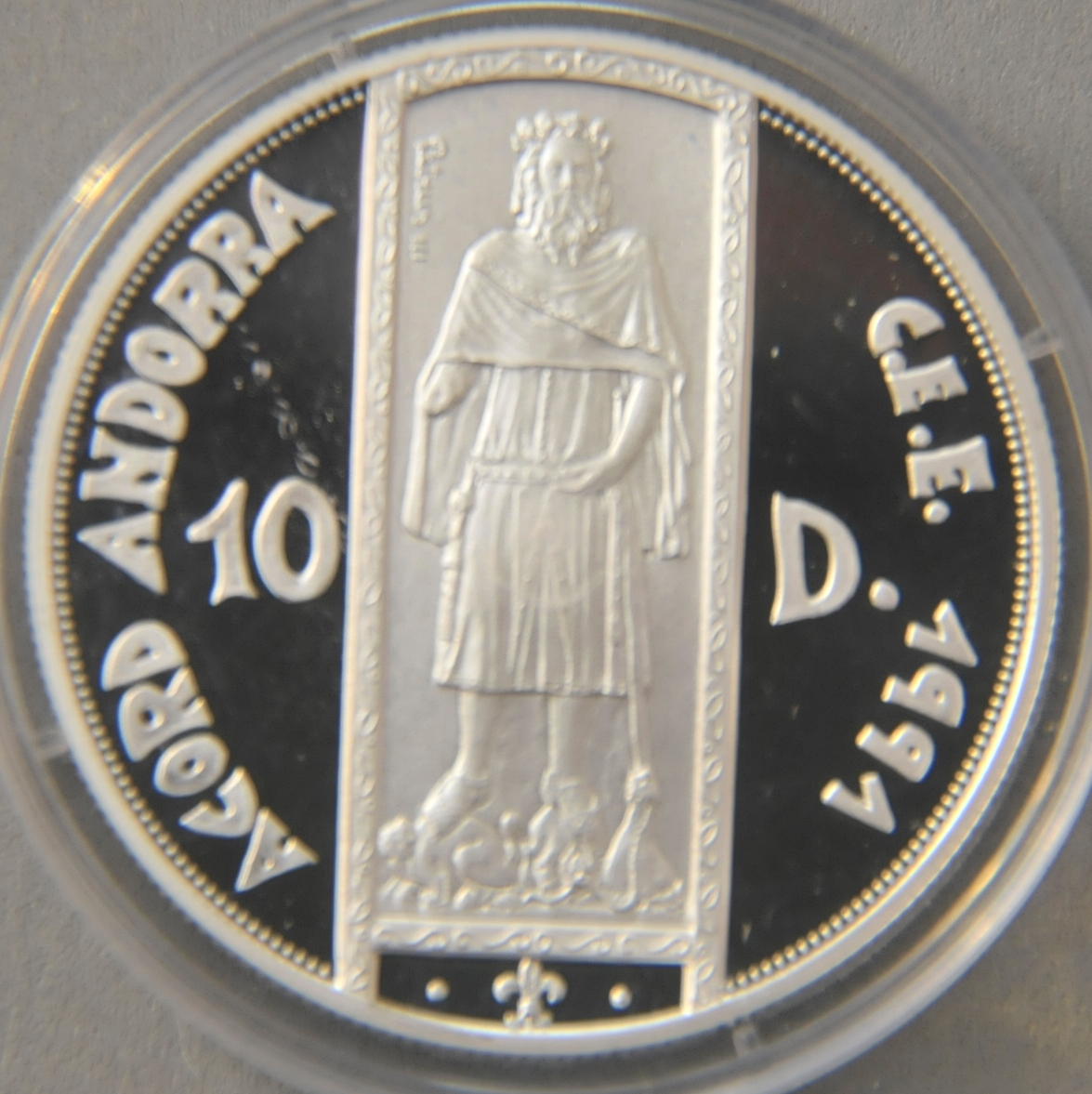
Peter III. (Pere III.) auf einer Silbergedenkmünze aus 1991, Andorra

Peter III. von Aragón (* 1240 in Valencia; † 11. November 1285 in Vilafranca del Penedès), katalanisch Pere el Gran „Peter der Große“, war von 1276 bis zu seinem Tod König von Aragonien und Graf von Barcelona und als Peter I. ab 1282 auch König von Sizilien.

## Leben
Peter war der älteste Sohn Jakobs I. aus dem Haus Barcelona-Aragón, aus dessen Ehe mit Yolanda von Ungarn. Am 13. Juni 1262 heiratete er in Montpellier Constantia (1249–1302), Tochter Manfreds von Hohenstaufen und Enkeltochter Friedrichs II.
Er folgte seinem Vater 1276 auf den aragonesischen Thron. Unmittelbar nach seinem Herrschaftsantritt musste er einen Aufstand der maurischen Bevölkerung Valencias und einen Feldzug der Grafen von Foix abwehren. 1278 zwang er seinen Bruder Jakob II. von Mallorca zum Lehnseid. 1281 führte er einen Feldzug nach Tunis an, die Flotte mit 15.000 Kriegern landete 1282.

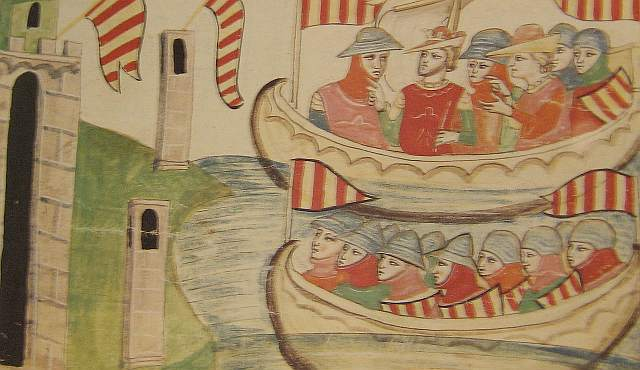
Peters Flotte landet in Trapani. Peter trägt eine Krone.

Als Erbe der Staufer in Sizilien unterstützte er die Erhebung der Sizilianer in der Sizilianischen Vesper von 1282. Peter III. landete am 30. August bei Trapani, nachdem ihn eine Botschaft aus Palermo um Hilfe im Kampf gegen den ungeliebten König Karl von Anjou auf dem Feldzug bei Tunis erreicht hatte. Er nahm die ihm von sizilianischen Adligen angebotene Krone an und wurde am 4. September in Palermo zum König Peter I. von Sizilien proklamiert.
Um die Kriegskosten zu bestreiten, musste er zwar bald die Rechte der aragonischen Stände vermehren, konnte sich jedoch mit kastilischer und griechischer Hilfe gegen Frankreich und Neapel durchsetzen. Da das Papsttum auf Seiten des französischen Herrscherhauses Anjou stand und Peter III. der papstfeindlichen ghibellinischen Stauferpartei angehörte, wurde er am 18. November 1282 von Papst Martin IV. gebannt, was noch rund ein Jahrhundert für Sizilien und seine Herrscher galt. Im Jahr darauf setzte er Peter ab und belehnte Karl von Valois, den Sohn des französischen Königs Philipp III., mit dem Königreich Aragonien. Mit päpstlicher Unterstützung führte Philipp 1284/85 einen Kreuzzug gegen Peter, der jedoch erfolglos endete.
Um Streitigkeiten zwischen Juden aus verschiedenen spanischen Gemeinden zu schlichten, wandte er sich an Salomo Adret, den damaligen Rabbiner von Barcelona.
Peter III. ist in einem königlichen Grab im Zisterzienserkloster Reial Monestir de Santa Maria de Santes Creus in der Provinz Tarragona bestattet. Dass sein Grab nicht geplündert wurde, konnte im November 2009 durch Wissenschaftler des katalanischen Museums für Geschichte (Museu d’Història de Catalunya) mittels einer Endoskopiekamera nachgewiesen werden.

## Nachkommen
Aus seiner Ehe mit Konstanze von Hohenstaufen hatte er folgende Kinder:
- Alfons III. (1265–1291), König von Aragón
- Jakob II. (1267–1327), König von Aragón
- Isabella (1271–1336), heiliggesprochen 1625 ⚭ 1282 König Dinitz von Portugal
- Friedrich II. (1272–1337), König von Sizilien
- Yolande (1273–1302) ⚭ 1297 König Robert der Weise von Neapel.

Zudem war Peter Vater zahlreicher außerehelich geborener Kinder.